# Lestremia indica
Lestremia indica är en tvåvingeart som beskrevs av Jean-Jacques Kieffer 1909. Lestremia indica ingår i släktet Lestremia och familjen gallmyggor. Inga underarter finns listade i Catalogue of Life.